# أورورا سنو
أورورا سنو (بالإنجليزية: Aurora Snow) هي ممثلة إباحية أمريكية معتزلة، مخرجة وكاتبة عمود.
بدأت مسيرتها في المجال الإباحي وهي في سن الثامنية عشر، وأستمرت في هذا المجال لمدة عشر سنوات حتى تركته في عام 2011. شاركت في عدة أفلام ومسلسلات مثل سيئ جدا و1000 طريقة للموت كما تكتب في موقع ذا ديلي بيست.

## الجوائز
- 2003:جوائز إيه في إن - أفضل مؤدية في العام.[4][6][10]

## وصلات خارجية
- أورورا سنو على موقع IMDb (الإنجليزية)
- أورورا سنو على موقع ألو سيني (الفرنسية)
- أورورا سنو على موقع أول موفي (الإنجليزية)
- أورورا سنو على موقع قاعدة بيانات الفيلم (الإنجليزية)
- أورورا سنو على موقع كينوبويسك (الروسية)